# Међународна асоцијација за истраживање Дунава
Међународна асоцијација за истраживање Дунава (енг. The International Association for Danube Research), скраћено ИАД, је најстарија невладина организација у Европи коју чини активна мрежа научника који се баве истраживањем Дунава.

## Историјат
Асоцијацију је основао Рајнхард Липолт 1956. године у Бечу под покровитељством Међународног друштва за лимнологију. Од 2003. Асоцијација је регистрована као удружење према аустријским законима. Липолт је основао Асоцијацију желећи да окупи људе који се баве реком Дунав, од извора у Немачкој до ушћа у Румунији. Позвао је на сарадњу националне представнике из свих земаља дунавске регије. Захваљујући њему покренута је сарадња по различитим аспектима екологије Дунава. Главно достигнуће у првој деценији рада Асоцијације била је монографија „Лимнологија Дунава“ коју је написао Рајнхард Липолт.
Након великих политичких промена 1989. и 1990. године, Асоцијација је морала да прилагоди своју научну стратегију. Напуштени су програми истраживања бродова на Дунаву, а у фокус рада су ставили политичка питања управљања водама. Током 2001. године, следеће теме изабране су као највећи приоритет: очување стургера, макрофити као биоиндикатори, микробна екологија, мапирање квалитета воде у Дунаву и екотоксикологија (биомониторинг). У предстојећим годинама одређен су нова приоритетна подручја, попут хидроморфологије (поплавна екологија) и потенцијалне опасности од инвазивних врста биолошкој разноликости.

## Структура
Одбор Асоцијације чине председник, потпредседник и генерални секретар, који чине председништво. Оранизација тренутно има 12 представника земаља чланица. Од 2017. Кристина Санду је председник, а Томас Хајн је потпредседник организације. Од 2018. године Катрин Тојбнер са Универзитата у Бечу је генерални секретар. 
Организација има стручне групе које покривају главне еколошке и управљачке области: квалитет воде, биотски процеси, микробиологија, фитопланктон и фитобентос, макрофити, екологија поплавних вода, историја животне средине, биологија и рибарство, инвазивне врсте, екотоксикологија, итд. Од 1998. године, организација има статус сталног посматрача при Међународној комисији за заштиту реке Дунав. Чланови организације су активни у следећим експертским групама:
- Стручна група за управљање речним сливом
- Стручна група за заштиту од поплава
- Стручна група за хидроелектране
- Стручна група за прилагођавање климатским променама
- Стручна група за учешће јавности.

## Тренутне активности
Асоцијација је активна у промоцији размене идеја и мобилности између научника како би подстакла сарадњу и трансфер знања. Што се тиче научних питања, питања управљања водама и животне средине од 1950-их били су кључни приоритети на дневном реду организације, а о научно заснованим решењима се и даље расправља. На основу плана управљања сливом реке Дунав који је доставила, организација се етаблирала као снажан научно заснован партнер у различитим критичним питањима на нивоу слива реке, као што су одрживи развој пловидбе користећи велике реке као водене путове широм Европе, будући развој хидроелектране и функционални прелази за рибу ради обезбеђења континуитета реке, заштите од поплава и поплавне екологије, очувања врста и биолошке разноликости и потенцијалних претњи инвазивним врстама и различитим облицима загађења воде (нпр. хранљивих материја, органских и токсичних супстанци), као и нови модел приступа одрживом управљању раствора у више кориштеним воденим окружењима.